# Château de Hartheim
Le château de Hartheim (Schloss Hartheim en allemand) est un immeuble situé à Alkoven, près de Linz en Haute-Autriche.
Il fut l'un des centres de mise à mort de l'opération d'euthanasie forcée des handicapés mentaux mise en œuvre par le régime nazi.

## Le château avant 1940[1]
Le château actuel est une construction du XVIe siècle. Auparavant se dressait un château construit au XIIIe siècle, résidence de la famille Aspen von Haag.
De 1636 à 1639, il est la propriété du comte von Küfstein et il est alors le siège du tribunal.
En 1799, le prince Camillo Heinrich von Starhemberg l'achète au comte von Thürlheim (qui en est le propriétaire depuis 1749). En 1889, il en fait don (une plaque de marbre sur un des murs en fait état) « à l'occasion du jubilé de l'empereur François-Joseph Ier pour en faire un asile destiné aux faibles d'esprit et aux demeurés ».
Cet asile est pris en charge par les Filles de la Charité de Saint Vincent de Paul.

## Le centre de mise à mort
C'était un des centres de mise à mort de l'opération d'euthanasie forcée des handicapés 
mentaux mise en œuvre par le régime nazi dans le cadre de l'Aktion T4.
Le centre était dirigé par Christian Wirth.
Le 23 août 1941, Hitler ordonne de mettre fin à l’opération T4. Il est alors utilisé pour assassiner plusieurs milliers de prisonniers des camps de concentration de Dachau et de Mauthausen amenés ici sous couvert d’un « congé sanitaire » et exécutés dans le cadre de l'Aktion 14f13 .
Actuellement le château abrite un mémorial dédié aux milliers de personnes qui ont été assassinés par les nazis.